# Felix Baumgartner
Felix Baumgartner (ur. 20 kwietnia 1969 w Salzburgu, zm. 17 lipca 2025 w Porto Sant’Elpidio) – austriacki spadochroniarz oraz BASE jumper. Był znany z wykonywania szczególnie niebezpiecznych akrobacji. Trenował spadochroniarstwo w austriackiej armii, gdzie uczono go m.in. lądowania na małych obszarach.
14 października 2012 wykonał skok ze stratosfery z wysokości 38 969,4 metrów w ramach przedsięwzięcia Red Bull Stratos. Pobił trzy rekordy – najwyższy lot załogowy balonem, najwyższy skok spadochronowy oraz największa prędkość swobodnego lotu. 24 października 2014 r. jego rekord wysokości skoku pobił 57-letni Alan Eustace, nie używając przy tym specjalnej kapsuły.
Zmarł 17 lipca 2025 roku, podczas lotu motoparalotnią w okolicach Porto Sant’Elpidio we Włoszech – niedługo po starcie z platformy paralotniowej stracił kontrolę nad maszyną i spadł na teren ośrodka wypoczynkowego Le Mimose del Club del Sole, gdzie uderzył o drewnianą konstrukcję stojącą przy basenie. W wyniku zdarzenia jeden z pracowników obiektu został niegroźnie ranny wskutek uderzenia odłamkiem gruzu. Podjęte na miejscu wobec Baumgartnera działania reanimacyjne okazały się nieskuteczne. Przyczyną wypadku mogło być zatrzymanie akcji serca sportowca podczas lotu.

## Dokonania
- 1999: ustanowienie światowego rekordu w skoku ze spadochronem z najwyższego budynku Petronas Towers w Kuala Lumpur w Malezji[9]
- 1999: światowy rekord w najniższym skoku BASE jump z ramienia pomnika Chrystusa Odkupiciela w Rio de Janeiro z wysokości 29 m[9]
- 26 kwietnia 2002: wykonał pierwszy w Polsce skok BASE jump – z dachu Hotelu Marriott w Warszawie[10]
- 31 lipca 2003: jako pierwszy przeleciał nad La Manche, wykorzystując specjalnie skonstruowane skrzydło z włókna węglowego[9]
- 27 czerwca 2004: jako pierwszy skoczył z ukończonego wiaduktu Millau we Francji[9]
- 18 sierpnia 2006: jako pierwszy wylądował ze spadochronem, a następnie skoczył z budynku Turning Torso w Malmö w Szwecji[11]
- 12 grudnia 2007: jako pierwszy skoczył z tarasu widokowego na 91 piętrze (ok. 390 m), wtedy najwyższego ukończonego budynku na świecie, Taipei 101 na Tajwanie[9]
- 14 października 2012: pobił rekord najwyższego lotu załogowego balonem, najwyższego skoku spadochronowego oraz największej prędkości swobodnego lotu[5]

## Red Bull Stratos

### Skoki próbne
15 marca 2012 Baumgartner wykonał pierwszy z dwóch skoków próbnych w ramach przedsięwzięcia Red Bull Stratos, z wysokości 21 818 m. Spadał swobodnie około 3 minuty i 43 sekundy, osiągając prędkość ponad 580 km/h przed otworzeniem spadochronu. Cały skok trwał około 8 minut i 8 sekund. Baumgartner jest trzecim skoczkiem, który bezpiecznie wylądował ze spadochronem skacząc z wysokości ponad 21,7 km.
25 lipca 2012 wykonał drugi z planowanych skoków próbnych, z wysokości 29 460 m. Osiągnięcie wysokości docelowej zajęło około 90 minut, a czas spadania swobodnego oszacowano na 3 minuty 48 sekund. Baumgartner wylądował bezpiecznie w pobliżu Roswell w stanie Nowy Meksyk. Maksymalną prędkość oszacowano na 863 km/h.

### Skok główny
9 października 2012 miał skoczyć z około 36 tysięcy metrów i przekroczyć prędkość dźwięku podczas spadku swobodnego. Próba została jednak wstrzymana z powodu nieodpowiednich warunków atmosferycznych.
Kolejna próba, tym razem udana, miała miejsce 14 października 2012. Baumgartner wykonał skok z wysokości około 39 km – spadał swobodnie przez 4 minuty i 22 sekundy, pokonując prędkość dźwięku i wylądował bezpiecznie ze spadochronem po 9 minutach i 3 sekundach, na pustyni w Nowym Meksyku w pobliżu Roswell. Austriakowi nieoficjalnie udało się pobić cztery rekordy – najwyższy lot załogowy balonem i najwyższy skok spadochronowy wynoszący 38 969,4 m (poprzedni rekord Victora Prathera i Malcoma Rossa to 34 668 m z 1961 roku), najdłuższy dystans pokonany w spadku swobodnym (36 402,6 m) oraz największa prędkość swobodnego lotu 1357,6 km/h (Mach 1,25). Rekordy zostały oficjalnie zatwierdzone 22 lutego 2013 roku przez Międzynarodową Federację Lotniczą (FAI). Wszystkie z nich znalazły się w klasie G - „Spadochrony”, podklasie G-2 – „Poza zawodami” oraz w kategorii ogólnej. Kategoria maksymalna pionowa prędkość spadku swobodnego została wprowadzona przez FAI po raz pierwszy, by oddać przełomowy charakter projektu Red Bull Stratos. Poprzednie nieoficjalne rekordy ustanowił w 1960 roku Joseph Kittinger. Przy okazji padł inny rekord – skok Baumgartnera obejrzało na żywo w serwisie YouTube ponad 8 milionów internautów (poprzedni rekord należał do relacji z igrzysk olimpijskich w Londynie, kiedy zmagania sportowców przed komputerami na żywo śledziło równocześnie pół miliona ludzi).
W czasie lotu balonem Baumgartner informował ekipę naziemną (w jej skład wchodził Joseph Kittinger, będący jego bezpośrednim rozmówcą, a także mentorem w czasie całego przedsięwzięcia), że „jest mu za zimno”, natomiast w czasie spadania, że „zaparował mu hełm”. Nie udało mu się poprawić rekordu Kittingera w długości swobodnego spadania z 1960 roku, wynoszącego 4 minuty i 36 sekund.